# 热桑 (德龙省)
热桑（法語：Geyssans）是法国德龙省的一个市镇，属于瓦朗斯区（Valence）伊塞尔河畔罗芒第一县（Romans-sur-Isère 1er Canton）。该市镇总面积10.9平方公里，2009年时的人口为596人。

## 人口
热桑人口变化图示